# Burgena luteistriga
Burgena luteistriga là một loài bướm đêm trong họ Noctuidae.